# Commission de protection des eaux, du patrimoine, de l’environnement, du sous-sol et des chiroptères
La Commission de protection des eaux, du patrimoine, de l’environnement, du sous-sol et des chiroptères (CPEPESC) est une organisation de défense de la nature française. Elle a a été fondée en 1976. Cette structure associative a pour objectif la protection de la nature, de l’environnement et du patrimoine naturel.
En 2022, la CPEPESC existe à travers deux associations régionales : la CPEPESC de Franche-Comté et la CPEPESC de Lorraine.  Il existe une CPEPESC nationale qui peut agir en dehors des régions précitées et qui rassemble les deux CPEPESC régionales.

## Histoire
Quelques spéléologues francs-comtois, interpellés par la pollution qu'ils rencontrent sous terre, décident de créer une structure pour lutter contre les pollutions souterraines en particulier des eaux par les déversements d’eaux résiduaires dans les cavités du sol. À l’époque, on construit à tour de bras des réseaux d’égouts que l'on dirige vers les cavités souvent karstiques du sol des régions calcaires. Il n'existait alors que très peu de stations d'épuration.

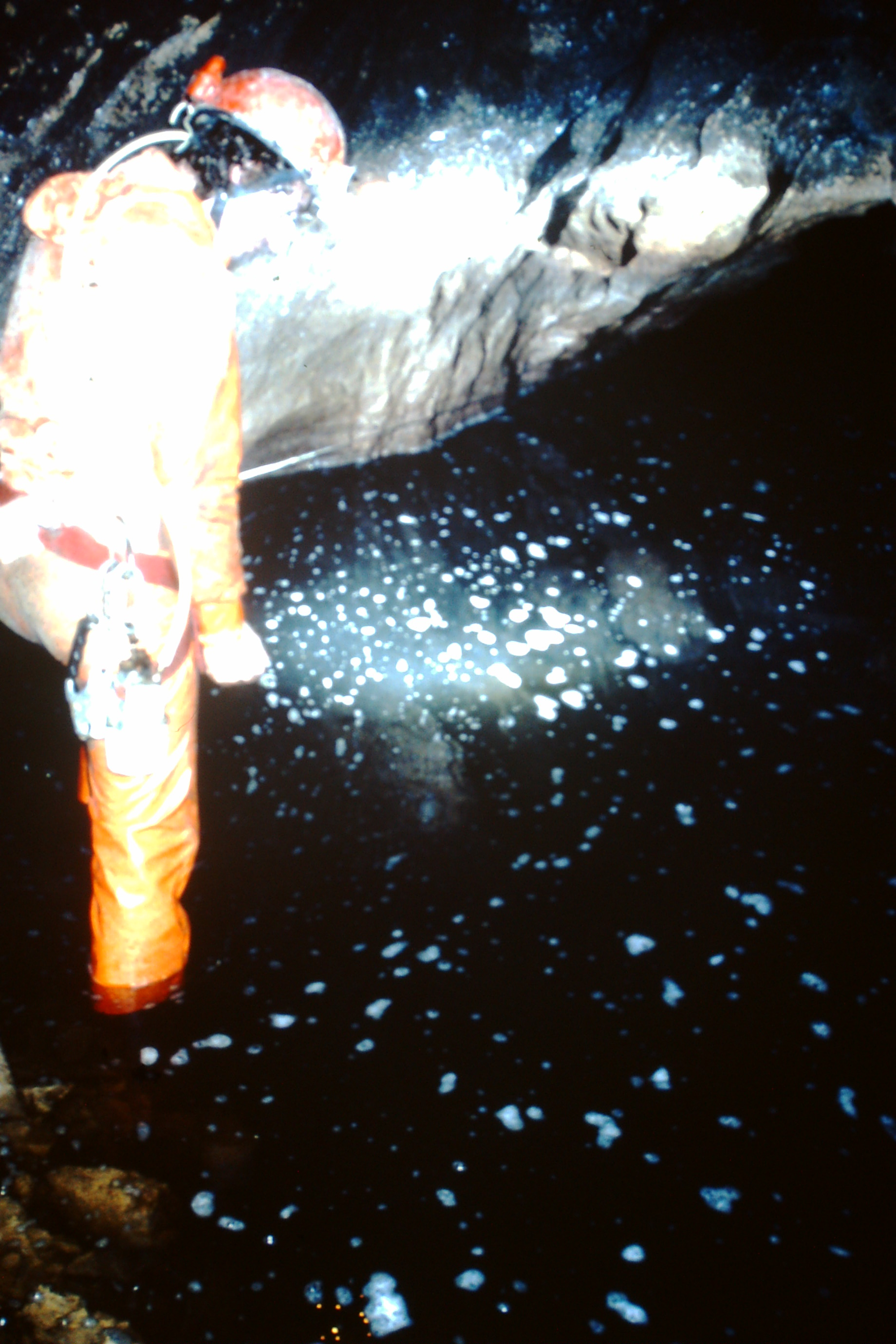
Vuillafans (Doubs) - Grotte du Cul de Vau - 1983. Exemple d'une rivière souterraine polluée aux eaux usées. La station d'épuration ne verra le jour qu'en 2007.

Le 3 avril 1976, lors d’un congrès annuel de l’Association spéléologique de l’Est, la Commission permanente d'étude et de protection des eaux souterraines et des cavernes (qui fonctionnait déjà en petit comité depuis quelques mois) « émergea » par le biais d’une grande pétition signée quasi-unanimement par beaucoup de spéléologues et qui sera adressée au préfet de région pour dénoncer la pollution envahissante des eaux et cavités souterraines.
L'objectif, à sa création, était de dénoncer les pollutions en les mettant en évidence. Entre 1976 et 1980, la CPEPESC réalise non seulement en Franche-Comté, mais aussi dans toute la France, un grand nombre d’opérations de sensibilisation s’appuyant sur des conférences et montages diapositives, et à partir de 1980 sur le film Il était autrefois des sources d'eau pure qu’elle a réalisé avec l'aide d'un club de spéléologues alsaciens (Groupe Spéléo Atlas). Elle organise aussi un premier colloque scientifique national, tenu en 1981 à Besançon (Doubs), sur la protection des eaux souterraines des karsts des régions calcaires.

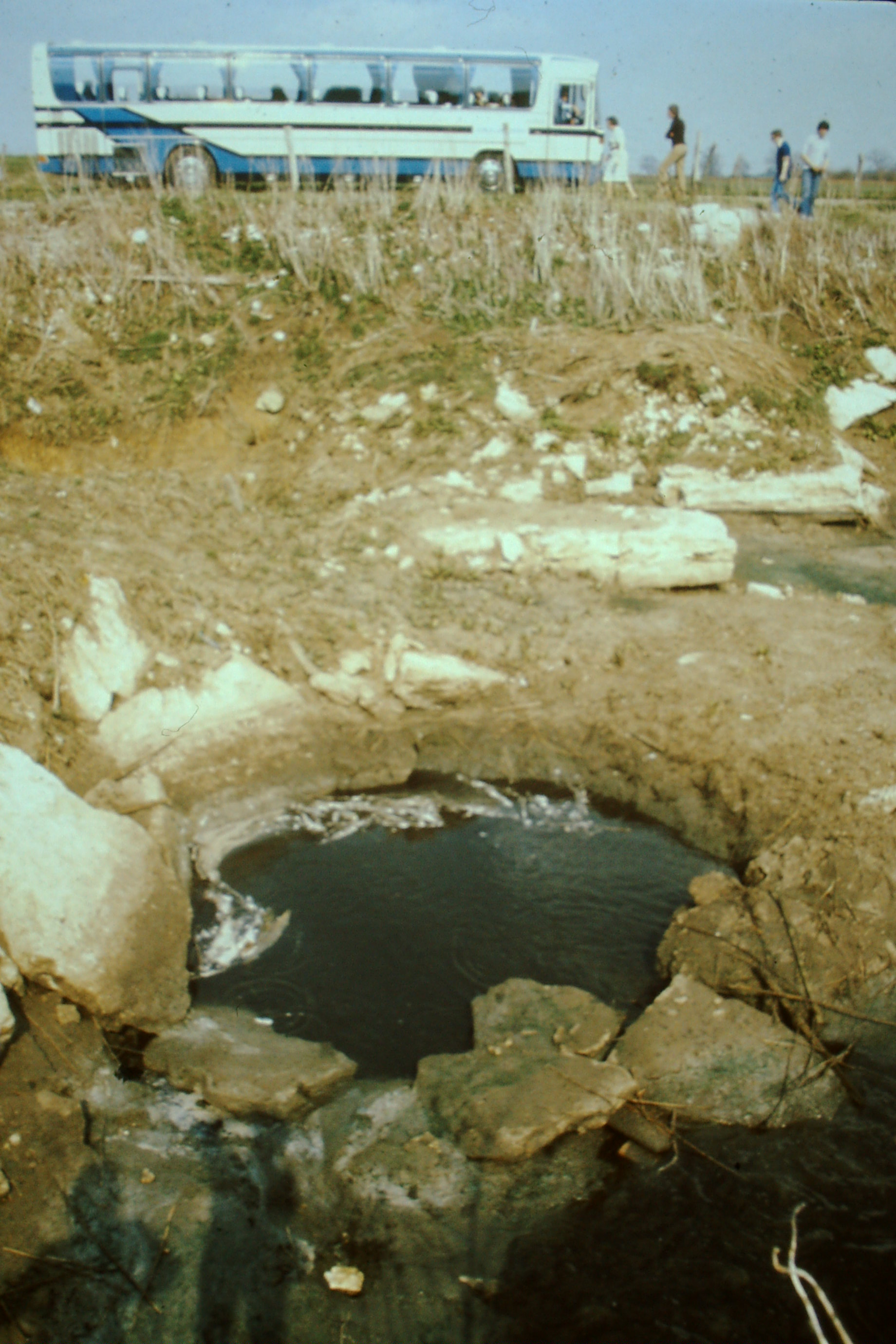
Vallée de la Loue - 1982. La CPEPESC a affrété un car pour faire découvrir aux élus des rejets du plateau en amont des sources de cette rivière à truites emblématique.

Rapidement, l’association dépasse les actions de simple sensibilisation à l'environnement pour se confronter aux pollueurs et à certains responsables publics afin de les obliger à respecter la loi et l'environnement. Pour des actions plus indépendantes, la CPEPESC s’éloigne des milieux de la spéléologie et le 1er juin 1980 se constitue en association (qui deviendra la CPEPESC nationale). Tout en gardant un lien avec les grottes (notamment les chauves-souris), l’organisation se donne pour objectif d’œuvrer contre toutes les agressions dirigées contre la nature, l’eau et la biodiversité. Pour mieux structurer les actions, des structures régionales se créent : en 1981 la CPEPESC Lorraine, suivie en 1983 par la CPEPESC Franche-Comté ; suivent à l’époque la CPEPESC Midi Pyrénées et la CPEPESC Loire Bretagne qui ne vivront que quelques années, seules les CPEPESC Lorraine et Franche-Comté sont toujours actives en 2022.

## La CPEPESC nationale
À une époque où le réseau associatif de protection de la nature était inexistant dans certaines régions, la CPEPESC nationale intervenait sur de nombreuses affaires de pollution un peu partout en France, voire à l’étranger. Aujourd'hui, elle agit plus ponctuellement et surtout assure le lien traditionnel entre les CPEPESC régionales de Franche-Comté et de Lorraine.
Cette entité nationale ne fonctionne que sur la base du bénévolat. Son siège est situé, depuis 1983, à Besançon. La gouvernance est assurée par un bureau et un conseil d’administration.
La CPEPESC nationale à deux orientations :
- la lutte contre la pollution de l’eau et la défense de l’environnement en général ;
- la protection des chauves-souris.

### Publications
- Revue : Karst et environnement qui devient par la suite Pollu-stop (publié par la CPEPESC Franche-Comté).
- Scories : une publication rédigée  par un ancien président de la CPEPESC Lorraine. Cette revue était spécialisée dans un premier temps dans l’archéologie et la géologie. Elle a ensuite étendu son domaine d'intérêt à la biospéologie avec Scorie spéciale biospéologie[1]. Cette revue, rattachée à la CPEPESC nationale depuis 2008, est accessible en ligne.

## La CPEPESC Lorraine
La CPEPESC Lorraine existe depuis 1979. Elle a été fondée à l’initiative de spéléologues du Spéléo club de Metz. De 1979 à 1984, elle fonctionne sans être une association. En 1984, elle se constitue en association et dépose ses premiers statuts. Elle est inscrite au tribunal d'instance de Sarreguemines depuis 1997. C’est une association régionale régie par la loi locale de 1908. Son siège se trouve à Holving en Moselle et ses bureaux se trouvent à Neuves-Maisons en Meurthe-et-Moselle. 
La CPEPESC Lorraine coordonne, dans la région, des actions de protection de la nature. Ses ressources proviennent des cotisations, de l'animation du Plan régional d'action chiroptères ainsi que de prestations d'inventaires naturalistes et d'études scientifiques dans le cadre des actions de protection menées par l'État et les collectivités territoriales.
La CPEPESC Lorraine est essentiellement tournée vers la protection des chiroptères, en particulier depuis 1990. Elle s’est spécialisée dans leur étude, leur protection, la gestion de leurs habitats, la formation et l’information des collectivités territoriales et du grand public.
Elle agit sur l’ensemble du territoire lorrain et bénéficie :
- De l’agrément au titre de la protection de l’environnement depuis le 25 août 2005 ;
- De l’habilitation à la participation au débat sur l’environnement dans le cadre d’instances consultatives.

De 1986 à 1998, la CPEPESC Lorraine s’est vu confier la maîtrise d’œuvre du programme « LIFE transfrontalier chauves-souris » mené par l’Association Transfrontalière pour la protection des chauves-souris.
Depuis 2009, la CPEPESC Lorraine pilote le plan de restauration des chiroptères en Lorraine, en partenariat avec l’association Neomys (jusqu'en 2012) puis avec le Conservatoire d'espaces naturels de Lorraine (CENL) depuis cette date. 
Depuis 2012, la CPEPESC Lorraine prend part, en tant que membre fondateur, à LORINAT (Lorraine Information naturaliste).

### Objectifs de l’association
Ses principaux objectifs sont :
- la protection des sites essentiels pour les chiroptères avec la création d’un réseau lorrain de sites protégés ;
- l’étude et les inventaires des espèces et des sites ;
- la mise en place du réseau Natura 2000 pour les chiroptères ;
- le traitement informatique des données environnementales recueillies ;
- la sensibilisation du public et la formation.

La CPEPESC Lorraine réalise également, en cohérence avec les politiques régionales de protection de l’environnement :
- des actions menées dans le cadre du Plan national d'actions en faveur des chiroptères ;
- lise en œuvre, l’évaluation et le suivi des sites constituant le réseau Natura 2000 lorrain ;
- la réalisation d’inventaires de chiroptères sur d’autres espaces, tels que les réserves naturelles, avec propositions de mesures de gestion adaptées à ces territoires ;
- partage des connaissances sur les chiroptères de la région via différents supports : rapports, articles, posters, conférences et ouvrages.

### Fonctionnement
La CPEPESC Lorraine est dirigée par un conseil d'administration composé de 10 membres actifs et de 5 salariés à temps plein et plus d'une centaine de bénévoles.
Elle mène des actions grâce à l’organisation de formations et de chantiers, et par un partenariat avec le Conseil régional, la DREAL, les Conseils généraux et les Parcs naturels régionaux de Lorraine, des Ballons des Vosges et des Vosges du Nord. La CPEPESC Lorraine est également partenaire du Conservatoire d'espaces naturels de Lorraine (CENL). 
Il est en partenariat avec le Conservatoire d'espaces naturels de Champagne Ardennes dans le Plan National d'Actions Chiroptères déclinée a l'échelle de la région.
En 2013, un partenariat privé entre la CPEPESC Lorraine et le Parc animalier de Sainte-Croix se met en place dans le cadre de la sensibilisation aux chiroptères en Lorraine.

### Publications
- 2009 : Schwaab, F. et al. - Connaître et protéger les chauves-souris de Lorraine[2]
- 1996 à 2007 – Flash-CPEPESC, revue de la CPEPESC Lorraine
- 1990 à 2000 – Annales de la CPEPESC Lorraine

### Récompenses
- 2009 : Grand Prix de l'Académie lorraine des sciences pour l'ouvrage collectif de la CPEPESC Lorraine : Connaître et protéger les chauves-souris de Lorraine

## La CPEPESC Franche-Comté
Créée le 1er juin 1983 et agréée au titre de la protection de l’environnement depuis 1992, la CPEPESC Franche-Comté porte une attention particulière à :
- à la protection des eaux ;
- à la défense du milieu souterrain ;
- à la protection des sites paléontologiques et archéologiques, et du patrimoine en général ;
- au respect de la réglementation en matière d’aménagement, d’urbanisme et de publicité ;
- à la protection des chauves-souris.

Cette association a également pour objet de « protéger toute forme de vie, tant animale que végétale, contre toute cruauté et tout traitement ou action pouvant porter atteinte à l’intégrité physique ou au patrimoine génétique ».
Juridiquement très active, l’association poursuit en justice les pollueurs de toutes sortes. Depuis sa création, elle a porté plus de 400 affaires devant les tribunaux. Son siège est situé dans le Doubs, à Besançon.
En 1992, la CPEPESC Franche-Comté embauche son premier technicien salarié chargé de la mise en place d’un réseau de réserves naturelles nationales (RNN) franc-comtoises, propices à l’accueil des chauves-souris, dans le cadre d’une convention avec l’État. Deux RNN sont depuis gérées par l’association (grotte du Carroussel, grotte de Gravelle) qui assure également le suivi de tout un réseau d’autres sites à chiroptères franc-comtois. 
Très sollicitée, l’équipe « chauves-souris » s'est étoffée au fil du temps pour répondre à des demandes d’études et de suivi des chiroptères et en particulier de l’exécution d’un Plan régional d'actions pour les chauves-souris dont 28 espèces sont présentes en Franche Comté. 
En 2015, l’association s’est vu confier la gestion de cinq nouvelles réserves naturelles régionales (RNR) créées en Franche-Comté à la place des anciennes réserves naturelles volontaires (RNV) supprimées par décret (gouffre du Creux à Pépé, grotte de la Baume, grotte de la Baume noire, grottes du cirque, grotte de Beaumotte).
En 2018, l'association se voit confier la gestion de deux nouvelles réserves naturelles régionales (RNR) créées en Franche-Comté, la RNR de la grotte de Chenecey et la RNR des grottes de la côte de la Baume.

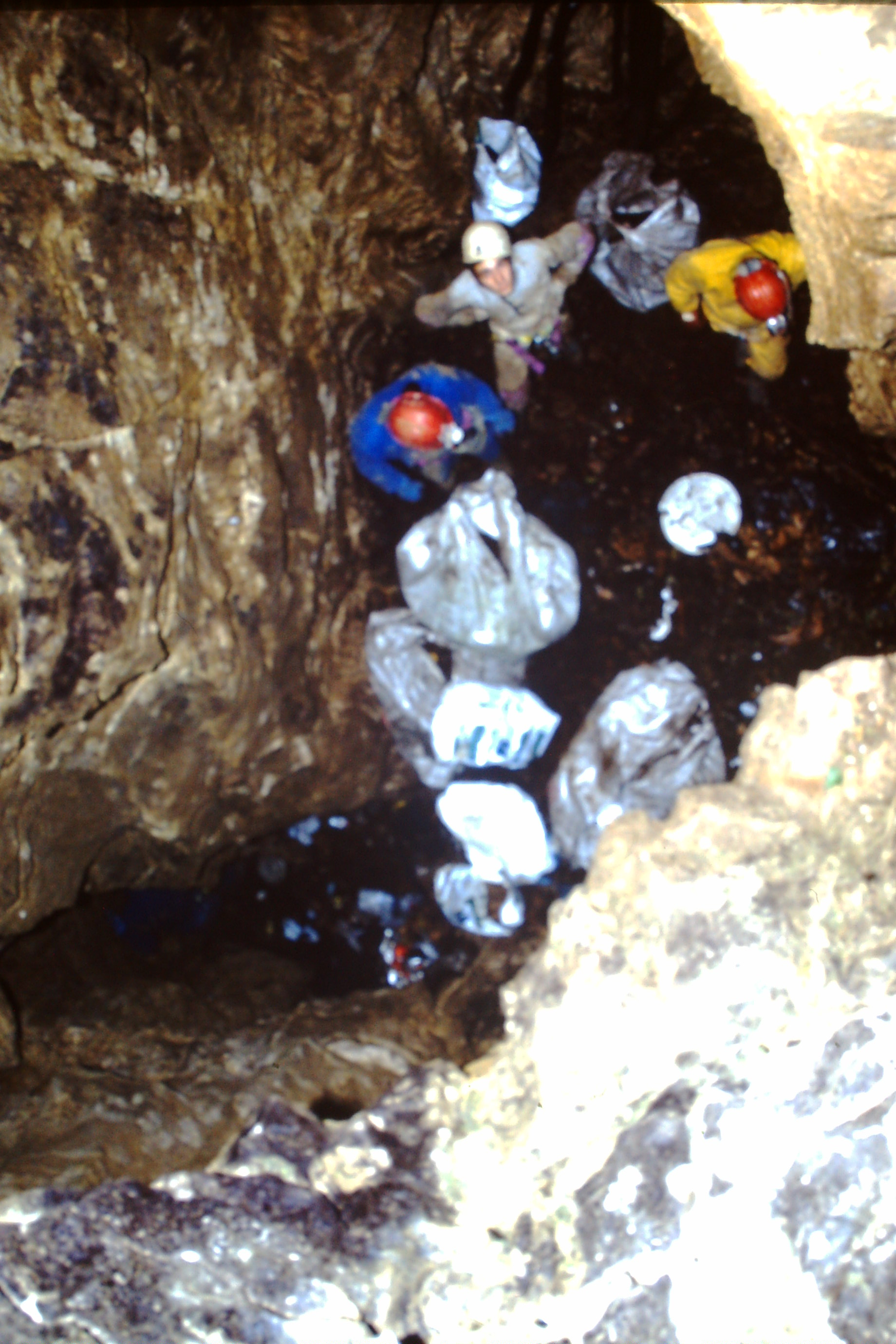
Massif du Jura - 1994 / Nettoyage d'un gouffre charnier par des membres de l'association.

Liste non exhaustive et chronologique d'actions menées par la CPEPESC Franche-Comté: premiers inventaires des pollutions souterraines (années 1980), dix années de campagne de sensibilisation à la pollution des eaux souterraines avec plus de 400 projections débats (1980 – 1990), campagne de réhabilitation des chiroptères et de protection des gîtes souterrains (à partir des années 1980), campagne de nettoyage de plus de 60 gouffres charniers poubelles à partir de 1984, premier inventaire régional de milliers de décharges sauvages de Franche-Comté (1990) , participation à la lutte contre le projet de « grand canal » par la vallée du Doubs, nettoyages à partir de 1989 de différents sites pollués, chantiers de suppression de plusieurs décharges sauvages d’accès difficile (Eternoz, Fertans, Lanans, Ivrey…), participation à des instances environnementales (Comité de bassin de l'agence de l'eau, SAGE du Haut-Doubs, SAGE de la Haute Loue…), et au quotidien: suivi de près de 400 dossiers de pollutions de l’environnement et d'atteintes diverses à la nature si possible jusqu'à leur aboutissement.

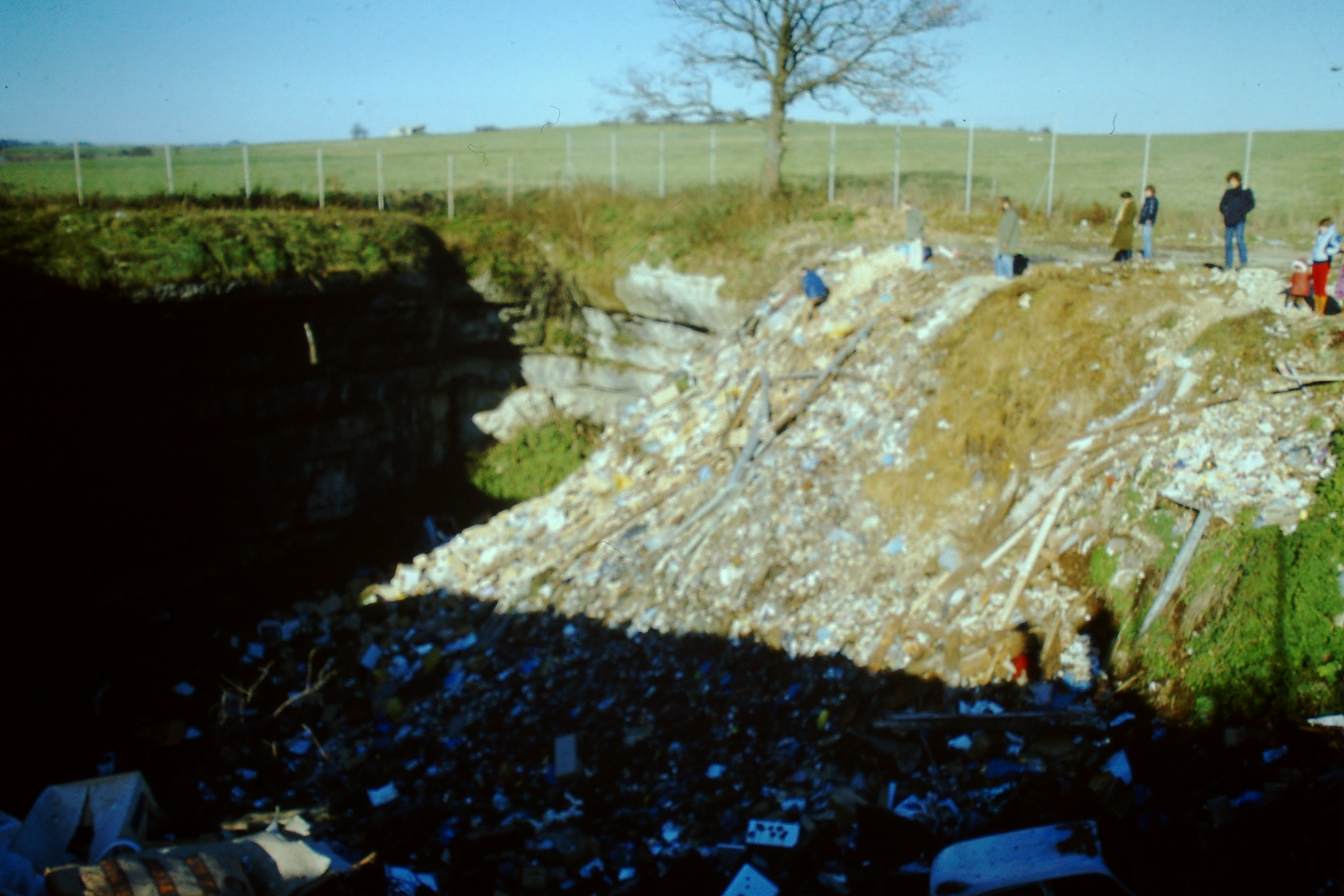
Bians-les-Usiers (Doubs) - Creux Renale - 1984 / Exemple d'une décharge communale de l'époque.

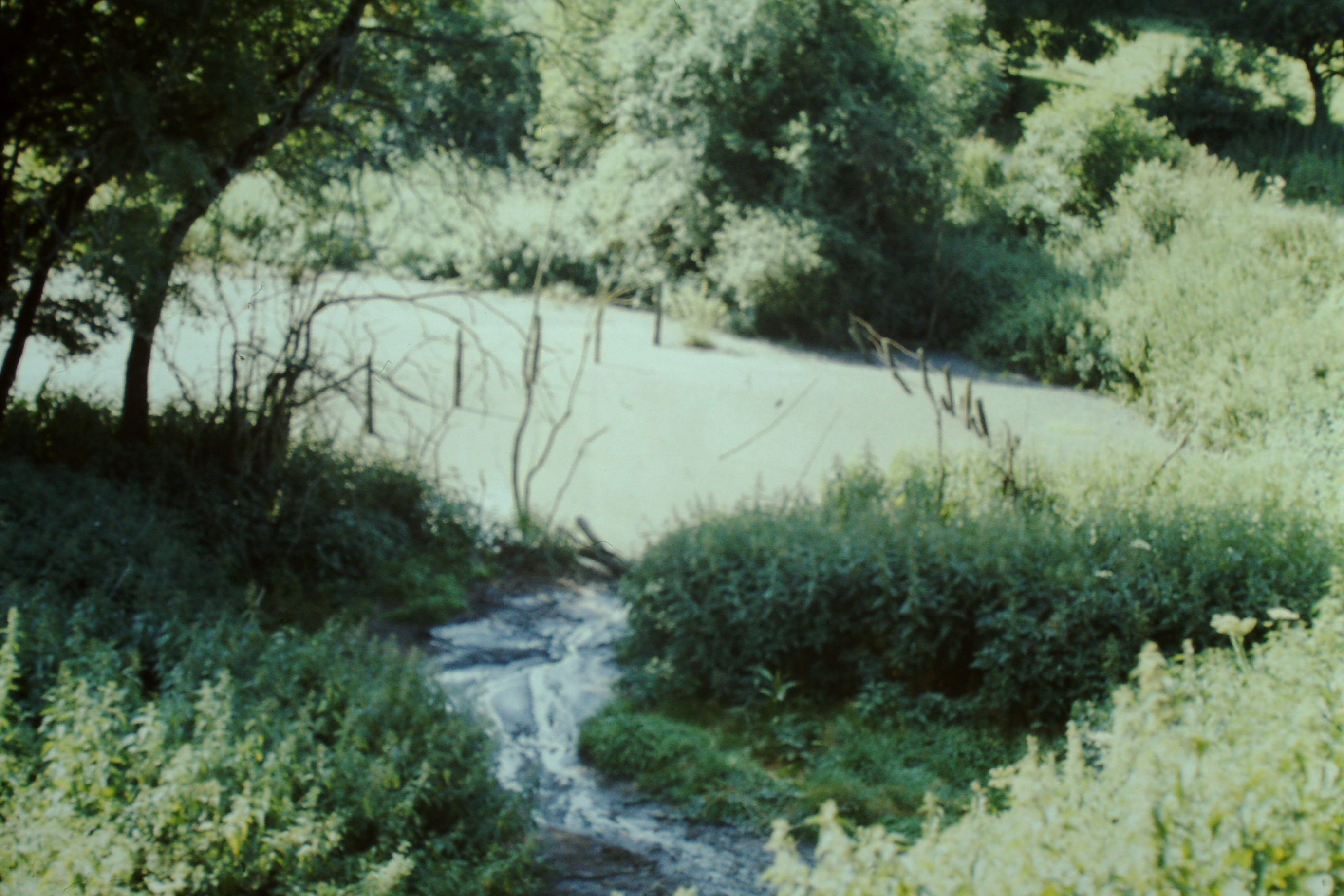
Rejet de sérum de fromagerie dans une doline en 1979.

### Fonctionnement
La CPEPESC de Franche-Comté est dirigée par un bureau directeur (président, secrétaire général, trésorier) et par un conseil d’administration composé de membres actifs, majeurs, élus pour au moins 3 ans en assemblée générale, et renouvelables par tiers. 
L’équipe de salariés est composée de 4 permanents et d’une secrétaire.
Les actions de lutte contre les pollutions et atteintes à l’environnement pour lesquelles l'association ne dispose que d’une personne à temps partiel sont conduites en grande partie bénévolement par des militants. Il n’existe pas de subventions pour ce genre d’actions. Les bénévoles assurent une veille environnementale et mettent en œuvre si nécessaire des actions amiables, si nécessaire juridiques ou contentieuses pour faire respecter le droit de l’environnement. Des chantiers et outils pédagogiques de protection de la nature sont aussi réalisés.
L’équipe de salariés (4 en 2015) travaille pour l’essentiel à l’étude et la protection des chiroptères en Franche-Comté.  
En général, une réunion hebdomadaire rassemble les responsables et personnes souhaitant s’impliquer dans le projet associatif.

### Films militants
À ses débuts pour révéler la pollution du milieu souterrain, l’association a réalisé une série de films de 16 min qui firent l’objet de centaines de projections publiques suivies de débats (l’association était dotée de 2 projecteurs de cinéma).  A notre époque, ces films conservent un caractère historique. Ils peuvent être cédés sous forme numérique. 
- 1993 : Autant en emporte les eaux (25 min).
- 1992 : Le Doubs : Saga aquatique ou liaison dangereuse (26 min).
- 1988 : Cette histoire qu’on assassine sous les montagnes (27 min).
- 1988 : Déchantons sous la pluie.
- 1987 : Le Syndrome profond (45 min).
- 1986 : Grottes en péril.
- 1984 : Un regard sur la France profonde[13].
- 1980 : Il était autrefois des sources d’eau pure[14].

### Publications
- Depuis 2008, une feuille de liaison numérique interne Réseau CPEPESC info (plusieurs fois par an)
- 2012 : Le Glyphosate, menace écologique
- 2008 : Brochure Les Ruisseaux de tête de bassin ou l’ultime Refuge d’un patrimoine naturel exceptionnel
- Depuis 1982 : Bulletin Pollu-stop[15] (qui s’appelait jusqu'en 1987 Karst et Environnement souterrain)

### Expositions disponibles (en 2016)
- 2015 : La Vie tumultueuse des chauves-souris[16].
- 2007 : Les Ruisseaux de têtes de bassins[17].

## SOS chauves-souris
Créé par la Société française pour l'étude et la protection des mammifères (SFEPM) au début des années 1980, "SOS chauves-souris" est un réseau national de correspondants mobilisables en cas de menaces de destruction de chauves-souris. Interlocuteurs formés, les membres peuvent assurer un sauvetage ou un transfert de chauve-souris ou encore apporter des soins appropriés.
Des bénévoles et/ou les CPEPESC Franche-Comté et Lorraine interviennent gratuitement, à la demande de tiers, des pouvoirs publics, des pompiers, pour essayer de trouver une solution à la présence des chauves-souris, espèces protégées, dans les bâtiments afin de favoriser une meilleure cohabitation entre humains et animaux.